# Squadra slovacca di Coppa Davis
La squadra slovacca di Coppa Davis rappresenta la Slovacchia nella Coppa Davis, ed è posta sotto l'egida della Slovenský Tenisový Zväz.
La squadra partecipa alla competizione dal 1994, dopo che fino all'edizione del 1992 (compresa) i tennisti slovacchi facevano parte della nazionale cecoslovacca (la cui attuale erede è considerata la Repubblica Ceca), fino alla divisione del paese in Repubblica Ceca e Slovacchia nel 1993.
La squadra, pur avendo una storia molto recente, vanta già una finale persa nell'edizione del 2005, ad oggi il miglior risultato ottenuto nella sua storia. Nell'occasione gli slovacchi vennero sconfitti a Bratislava dalla Croazia per 3-2.
L'anno successivo, tuttavia, la Slovacchia perde al primo turno del Gruppo Mondiale per poi venire sconfitta anche negli spareggi, retrocedendo quindi al primo gruppo zonale. Gli allora componenti della squadra slovacca Michal Mertiňák, Dominik Hrbatý e Lukáš Lacko vengono sconfitti dal Cile e quindi dal Belgio. Torna a competere al massimo livello nel 2024 fermandosi nel Round Robin.

## Organico 2024
Vengono di seguito illustrati i convocati per ogni singolo turno della Coppa Davis 2019. A sinistra dei nomi la nazione affrontata e il risultato finale. Fra parentesi accanto ai nomi, il ranking del giocatore nel momento della disputa degli incontri (la "d" indica che il ranking corrisponde alla specialità del doppio).
| Qualificazioni Gruppo Mondiale | Qualificazioni Gruppo Mondiale                                                                   |
| Serbia (4-0)                   | Lukáš Klein (122) Jozef Kovalík (142) Alex Molčan (234) Lukáš Pokorný (589) Igor Zelenay (255 d) |
| ------------------------------ | ------------------------------------------------------------------------------------------------ |

| Gruppo Mondiale - Round Robin | Gruppo Mondiale - Round Robin | Gruppo Mondiale - Round Robin | Gruppo Mondiale - Round Robin                                                                     |
| Germania (0-3)                | Stati Uniti (0-3)             | Cile (1-2)                    | Jozef Kovalík (113) Lukáš Klein (127) Alex Molčan (329) Norbert Gombos (408) Igor Zelenay (693 d) |
| ----------------------------- | ----------------------------- | ----------------------------- | ------------------------------------------------------------------------------------------------- |

## Risultati
= Incontro del Gruppo Mondiale

### 2010-2019
| Anno | Turno                          | Data            | Sede                   | Avversario           | Punteggio | Esito     |
| ---- | ------------------------------ | --------------- | ---------------------- | -------------------- | --------- | --------- |
| 2010 | Gruppo I, 2º turno             | 5-7 marzo       | Bad Gleichenberg (AUT) | Austria              | 2–3       | Sconfitta |
| 2010 | Gruppo I, Playoff 2º turno     | 17-19 settembre | Minsk (BLR)            | Bielorussia          | 4–1       | Vittoria  |
| 2011 | Gruppo I, 1º turno             | 4-6 marzo       | Oeiras (PRT)           | Portogallo           | 1–4       | Sconfitta |
| 2011 | Gruppo I, Playoff 2º turno     | 16-18 settembre | Bratislava (SVK)       | Ucraina              | 4–1       | Vittoria  |
| 2012 | Gruppo I, 1º turno             | 10-12 febbraio  | Glasgow (GBR)          | Regno Unito          | 2–3       | Sconfitta |
| 2012 | Gruppo I, Playoff 2º turno     | 14-16 settembre | Bratislava (SVK)       | Portogallo           | 3–1       | Vittoria  |
| 2013 | Gruppo I, 1º turno             | 1-3 febbraio    | Kremenčuk (UKR)        | Ucraina              | 2–3       | Sconfitta |
| 2013 | Gruppo I, Playoff 1º turno     | 13-15 settembre | Bratislava (SVK)       | Svezia               | 3–2       | Vittoria  |
| 2014 | Gruppo I, 1º turno             | 31 gen-2 feb    | Bratislava (SVK)       | Lettonia             | 5–0       | Vittoria  |
| 2014 | Gruppo I, 2º turno             | 4-6 aprile      | Bratislava (SVK)       | Austria              | 4–1       | Vittoria  |
| 2014 | Spareggi Gruppo Mondiale       | 12-14 settembre | Chicago (USA)          | Stati Uniti          | 0–5       | Sconfitta |
| 2015 | Gruppo I, 1º turno             | 6-8 marzo       | Bratislava (SVK)       | Slovenia             | 5–0       | Vittoria  |
| 2015 | Gruppo I, 2º turno             | 17-19 luglio    | Costanza (ROU)         | Romania              | 3–2       | Vittoria  |
| 2015 | Spareggi Gruppo Mondiale       | 18-20 settembre | Gdynia (POL)           | Polonia              | 2–3       | Sconfitta |
| 2016 | Gruppo I, 2º turno             | 16-17 luglio    | Budapest (HUN)         | Ungheria             | 3–0       | Vittoria  |
| 2016 | Spareggi Gruppo Mondiale       | 16-18 settembre | Sydney (AUS)           | Australia            | 0–3       | Sconfitta |
| 2017 | Gruppo I, 1º turno             | 3-5 febbraio    | Bratislava (SVK)       | Ungheria             | 1–3       | Sconfitta |
| 2017 | Gruppo I, Playoff              | 15-17 settembre | Bratislava (SVK)       | Polonia              | 4–1       | Vittoria  |
| 2018 | Gruppo I, 2º turno             | 5-7 aprile      | Bratislava (SVK)       | Bosnia ed Erzegovina | 2–3       | Sconfitta |
| 2018 | Gruppo I, Playoff              | 25-27 ottobre   | Bratislava (SVK)       | Bielorussia          | 3–1       | Vittoria  |
| 2019 | Qualificazioni Gruppo Mondiale | 1-2 febbraio    | Bratislava (SVK)       | Canada               | 2–3       | Sconfitta |
| 2019 | Gruppo I, Playoff              | 13-12 settembre | Slovacchia (SVK)       | Svizzera             | 3–1       | Vittoria  |

### 2020-2029
| Anno | Turno                          | Data            | Sede             | Avversario  | Punteggio | Esito     |
| ---- | ------------------------------ | --------------- | ---------------- | ----------- | --------- | --------- |
| 2021 | Qualificazioni Gruppo Mondiale | 6-7 marzo       | Bratislava (SVK) | Rep. Ceca   | 1-3       | Sconfitta |
| 2021 | Gruppo Mondiale I              | 17-18 settembre | Bratislava (SVK) | Cile        | 3-1       | Vittoria  |
| 2022 | Qualificazioni Gruppo Mondiale | 4-5 marzo       | Bratislava (SVK) | Italia      | 2-3       | Sconfitta |
| 2022 | Gruppo Mondiale I              | 16-17 settembre | Bratislava (SVK) | Romania     | 3-1       | Vittoria  |
| 2023 | Qualificazioni Gruppo Mondiale | 4-5 febbraio    | Groninga (NLD)   | Paesi Bassi | 0-4       | Sconfitta |
| 2023 | Gruppo Mondiale I              | 16-17 settembre | Atene (GRC)      | Grecia      | 3-1       | Vittoria  |
| 2024 | Qualificazioni Gruppo Mondiale | 2-3 febbraio    | Kraljevo (SRB)   | Serbia      | 4-0       | Sconfitta |
| 2024 | Gruppo Mondiale, Round Robin   | 10 settembre    | Zhuhai (CHN)     | Germania    | 0-3       | Sconfitta |
| 2024 | Gruppo Mondiale, Round Robin   | 13 settembre    | Zhuhai (CHN)     | Stati Uniti | 0-3       | Sconfitta |
| 2024 | Gruppo Mondiale, Round Robin   | 15 settembre    | Zhuhai (CHN)     | Cile        | 1-2       | Sconfitta |

## Statistiche giocatori
Di seguito la classifica dei tennisti slovacchi con almeno una partecipazione in Coppa Davis, ordinati in base al numero di vittorie. In caso di parità si tiene conto del maggior numero di incontri disputati; in caso di ulteriore parità viene dato più valore agli incontri in singolare; come quarto e ultimo criterio viene considerata la data d'esordio. In grassetto quelli tuttora in attività.

Aggiornato alla Coppa Davis 2025 (Croazia-Slovacchia 3-1).
| #  | Tennista            | Singolare | Doppio | Totale |
| -- | ------------------- | --------- | ------ | ------ |
| 1  | Dominik Hrbatý      | 28-14     | 5-11   | 33-25  |
| 2  | Karol Kučera        | 27-11     | 6-7    | 33-18  |
| 3  | Martin Kližan       | 21-10     | 5-1    | 26-11  |
| 4  | Michal Mertiňák     | 6-5       | 12-7   | 18-12  |
| 5  | Lukáš Lacko         | 17-13     | 0-4    | 17-17  |
| 6  | Ján Krošlák         | 9-4       | 8-5    | 17-9   |
| 7  | Filip Polášek       | 1-0       | 14-4   | 15-4   |
| 8  | Igor Zelenay        | 0-0       | 12-6   | 12-6   |
| 9  | Norbert Gombos      | 8-14      | 0-3    | 8-17   |
| 10 | Andrej Martin       | 5-6       | 3-5    | 8-11   |
| 11 | Karol Beck          | 5-6       | 3-4    | 8-10   |
| 12 | Alex Molčan         | 5-2       | 0-1    | 5-3    |
| 13 | Branislav Stankovič | 0-0       | 5-0    | 5-0    |

| #  | Tennista        | Singolare | Doppio | Totale |
| -- | --------------- | --------- | ------ | ------ |
| 14 | Lukáš Klein     | 1-5       | 3-5    | 4-10   |
| 15 | Marián Vajda    | 4-0       | 0-0    | 4-0    |
| 16 | Jozef Kovalík   | 3-8       | 0-0    | 3-8    |
| 17 | Pavol Červenák  | 2-1       | 0-0    | 2-1    |
| 18 | Filip Horanský  | 1-2       | 0-0    | 1-2    |
| 19 | Branislav Gálik | 1-0       | 0-1    | 1-1    |
| 20 | Ivo Klec        | 1-0       | 0-0    | 1-0    |
| 21 | Lukáš Pokorný   | 1-0       | 0-0    | 1-0    |
| 22 | Ladislav Švarc  | 0-2       | 0-0    | 0-2    |
| 23 | Viktor Bruthans | 0-1       | 0-0    | 0-1    |
| 24 | Kamil Čapkovič  | 0-1       | 0-0    | 0-1    |
| 25 | Martin Hromec   | 0-0       | 0-1    | 0-1    |
| 26 | Milos Karol     | 0-0       | 0-1    | 0-1    |

## Andamento
La seguente tabella riflette l'andamento della squadra dal 1990 ad oggi. Le colonne grigie indicano che la squadra non ha preso parte alla manifestazione in quegli anni, in quanto la squadra non esisteva.
| Pos.           | 90 | 91 | 92 | 93 | 94 | 95 | 96 | 97 | 98 | 99 | 00 | 01 | 02 | 03 | 04 | 05 | 06 | 07 | 08 | 09 | 10 | 11 | 12 | 13 | 14 | 15 | 16 | 17 | 18 | 19 | 21 | 22 | 23 | 24 |
| -------------- | -- | -- | -- | -- | -- | -- | -- | -- | -- | -- | -- | -- | -- | -- | -- | -- | -- | -- | -- | -- | -- | -- | -- | -- | -- | -- | -- | -- | -- | -- | -- | -- | -- | -- |
| Campione       |    |    |    |    |    |    |    |    |    |    |    |    |    |    |    |    |    |    |    |    |    |    |    |    |    |    |    |    |    |    |    |    |    |    |
| Finalista      |    |    |    |    |    |    |    |    |    |    |    |    |    |    |    |    |    |    |    |    |    |    |    |    |    |    |    |    |    |    |    |    |    |    |
| SF             |    |    |    |    |    |    |    |    |    |    |    |    |    |    |    |    |    |    |    |    |    |    |    |    |    |    |    |    |    |    |    |    |    |    |
| QF             |    |    |    |    |    |    |    |    |    |    |    |    |    |    |    |    |    |    |    |    |    |    |    |    |    |    |    |    |    |    |    |    |    |    |
| OF             |    |    |    |    |    |    |    |    |    |    |    |    |    |    |    |    |    |    |    |    |    |    |    |    |    |    |    |    |    |    |    |    |    |    |
| Qualificazioni | x  | x  | x  | x  | x  | x  | x  | x  | x  | x  | x  | x  | x  | x  | x  | x  | x  | x  | x  | x  | x  | x  | x  | x  | x  | x  | x  | x  | x  |    |    |    |    |    |
| Gruppo I       |    |    |    |    |    |    |    |    |    |    |    |    |    |    |    |    |    |    |    |    |    |    |    |    |    |    |    |    |    |    |    |    |    |    |
| Gruppo II      |    |    |    |    |    |    |    |    |    |    |    |    |    |    |    |    |    |    |    |    |    |    |    |    |    |    |    |    |    |    |    |    |    |    |
| Gruppo III     | x  | x  |    |    |    |    |    |    |    |    |    |    |    |    |    |    |    |    |    |    |    |    |    |    |    |    |    |    |    |    |    |    |    |    |
| Gruppo IV      | x  | x  | x  | x  | x  | x  | x  |    |    |    |    |    |    | x  |    |    |    |    |    |    | x  | x  | x  | x  | x  | x  | x  | x  | x  | x  |    |    |    |    |

Legenda
- Campione: La squadra ha conquistato la Coppa Davis.
- Finalista: La squadra ha disputato e perso la finale.
- SF: La squadra è stata sconfitta in semifinale.
- QF: La squadra è stata sconfitta nei quarti di finale.
- OF: La squadra è stata sconfitta negli ottavi di finale (1º turno). Dal 2019 sostituito dal Round Robin.
- Qualificazioni: La squadra è stata sconfitta al turno di qualificazione. Istituito nel 2019.
- Gruppo I: La squadra ha partecipato al Gruppo I della propria zona di appartenenza.
- Gruppo II: La squadra ha partecipato al Gruppo II della propria zona di appartenenza.
- Gruppo III: La squadra ha partecipato al Gruppo III della propria zona di appartenenza.
- Gruppo IV: La squadra ha partecipato al Gruppo IV della propria zona di appartenenza.
- x: Ove presente, la x indica che in quel determinato anno, il Gruppo in questione non è esistito.